# McLean Stevenson
Pour les articles homonymes, voir McLean.
Edgar "Mac" McLean Stevenson Jr. est un acteur américain, né le 14 novembre 1927 à Normal, dans l'Illinois, et décédé le 15 février 1996 à Los Angeles, en Californie (États-Unis).
il est surtout connu pour son interprétation du Docteur Norman Link dans le film Le chat qui vient de l'espace, sorti en 1978 , ainsi que celui du lieutenant colonel Henry Blake dans la série t.v M.A.S.H de 1972 à 1975 ( 3 saisons ) .  

## Filmographie

### Cinéma
- 1971 : The Christian Licorice Store (en) de James Frawley : Smallwood
- 1975 : Win, Place or Steal : Mr. Hammond
- 1978 : Le chat qui vient de l'espace (The Cat from Outer Space) : Dr. Norman Link

### Télévision
- 1969 : That Girl (série télévisée) : Mr. McKorkle
- 1969-1971 : Doris comédie (The Doris Day Show) (série télévisée) : Michael Nicholson
- 1970 : The Tim Conway Comedy Hour (série télévisée)
- 1971 : Mr. and Mrs. Bo Jo Jones (Téléfilm) : Ministre
- 1971 : The Bold Ones: The New Doctors (série télévisée) : George Caldwell
- 1972-1975 : MASH (série télévisée) : Lt. Colonel Henry Blake
- 1973 : Shirts/Skins (Téléfilm) : Docteur Benny Summer
- 1975 : The Carol Burnett Show (série télévisée) : Lt. Colonel Henry Blake
- 1975, 1976 et 1978 : The Tonight Show Starring Johnny Carson (série télévisée) : Guest Star
- 1976-1977 : The McLean Stevenson Show (série télévisée) : McLean 'Mac' Ferguson
- 1978 : In the Beginning (série télévisée) : Père Daniel M. Cleary
- 1979 : Arnold et Willy (Diff'rent Strokes) (série télévisée) : Larry Alder
- 1979-1980 : Hello, Larry (série télévisée) : Larry Alder
- 1981, 1983 et 1984 : La croisière s'amuse (The Love Boat) (série télévisée) : Bob Crawford / Michael Bolt
- 1982 : The Astronauts (Téléfilm) : Colonel Michael C. Booker
- 1983 : Condo (série télévisée) : James Kirkridge
- 1984 : Hôtel (série télévisée) : Harry Gilford
- 1985 : Tall Tales & Legends (série télévisée) : Andrew Jackson
- 1987 : Les Craquantes (The Golden Girls) (série télévisée) : Dr Théodore Zbornak
- 1988 : Mathnet (série télévisée) : Mike Pliers
- 1988 : Square One TV (série télévisée) : Mike Pliers
- 1988-1989 : Dirty Dancing (série télévisée) : Max Kellerman
- 1989 : Class Cruise (Téléfilm) : Miles Gimrich
- 1993 : Les Chroniques de San Francisco (Tales of the City) (Feuilleton TV) : Booter Manigault